# كارين س. فوكس
كارين س. فوكس (بالإنجليزية: Karen C. Fox)‏ هي كاتبة علم أمريكية، ولدت في 11 ديسمبر 1969.